# Zofia Sapieha
Pour les articles homonymes, voir Sapieha.
La comtesse Zofia Komorowska (née S.A.S. la princesse Zofia Sapieha ; 11 octobre 1919 - 14 août 1997) était une aristocrate polonaise et la grand-mère de la reine Mathilde de Belgique.

## Origines
La princesse (księżniczka) Zofia était membre d'une famille princière polono-lituanienne, la famille Sapieha (armoiries de Lis). Son père, le prince Adam Zygmunt Sapieha (2 mai 1892 - 20 octobre 1970) était un aviateur militaire. Sa mère, la comtesse Teresa Sobańska (20 octobre 1891 - 14 octobre 1975) était également une aristocrate polonaise (szlachcianka). Le 25 juillet 1942, la princesse Zofia a épousé, à Varsovie, le comte Léon Michał Komorowski (14 août 1907 - 13 septembre 1992) ; le couple a eu six enfants.

## Fin tragique
La princesse Zofia et sa petite-fille Marie-Alix ont été tuées dans un accident de voiture le 14 août 1997 à Herstal, en Belgique.